# Theodoros Angelos
Theodoros Angelos (mittelgriechisch Θεόδωρος Ἄγγελος; † 1299) war seit 1289 Mitregent in Thessalien und Zentralgriechenland.

## Leben
Theodoros war der dritte Sohn von Johannes I. Dukas, genannt der Bastard von Thessalien, und dessen Frau Hypomone Komnene Dukaina. Er hatte zwei Brüder, Michael und Konstantin, sowie insgesamt vier Schwestern, darunter Helena Angelina Komnene, Herzogin von Athen und zweite Ehefrau von Hugo von Brienne, und Helena Dukaina Angelina, die zweite Ehefrau des serbischen Königs Stefan Milutin.
Als Johannes I. Dukas im oder kurz vor März 1289 starb, folgten ihm seine Söhne Konstantin und Theodoros in der Herrschaft über Thessalien nach. Die Brüder regierten ihr Territorium von Neopatras aus. Anfangs standen sie unter der Vormundschaft der epirotischen De-facto-Regentin Anna Palaiologina Kantakuzene. Um 1292 wurden Theodoros’ Truppen in einer Schlacht vom byzantinischen General Michael Dukas Glabas Tarchaneiotes besiegt. 1294 eroberten die Brüder das byzantinische Demetrias am Golf von Volos.
Konstantin und Theodoros setzten auch den von ihrem Vater begonnenen Krieg gegen Nikephoros I. Komnenos Dukas von Epirus und dessen angevinische Verbündete fort. Als Philipp I. von Tarent, der Sohn König Karls II. von Neapel, 1295 seine Ansprüche auf Thessalien durchsetzen wollte, suchten die Brüder Rückhalt in Byzanz. Ihre Mutter, die sich nach dem Tod ihres Mannes in ein Kloster zurückgezogen hatte, erreichte bei Kaiser Andronikos II., dass Theodoros und Konstantin zu Sebastokratoren erhoben worden, dem dritthöchsten Rang in der byzantinischen Hofhierarchie. Im Gegenzug erkannten sie die Suzeränität des Byzantinischen Reiches über Thessalien an. Es war geplant, Theodoros mit der armenischen Prinzessin Theophanu zu verheiraten, doch kam diese Verbindung letztlich nicht zustande.
Im Sommer 1295 konnten Konstantin und Theodoros die Städte  Angelokastron (seit 2011 ein Ortsteil von Agrinio), Acheloos und Naupaktos einnehmen, die Nikephoros I. seiner Tochter Thamar als Mitgift für die Eheschließung mit Philipp von Tarent zugedacht hatte. Die meisten dieser Eroberungen fielen beim Friedensschluss von 1296 wieder den Angevinern zu. Nach weiteren Kämpfen musste Konstantin 1301 auch Angelokastron an Philipp abtreten. 
Theodoros Angelos, über dessen Regierung sonst nichts weiter bekannt ist, starb um 1299, vier Jahre später auch sein Bruder Konstantin. Ihre Nachfolge als Herrscher von Thessalien trat Konstantins Sohn Johannes II. an.